# أحمد المعرسي
أحمد علي علي المعرسي شاعر يمني وباحث في التراث الشعبي عضو اتحاد الأدباء والكتاب اليمنيين ولدا في محافظة ريمة عام 1983 م.

## المؤهلات العلمية
1. بكالوريوس محاسبة، جامعة صنعاء.
2. طالب دراسات عليا في جامعة صنعاء_ مركز تطوير الإدارة العامة.
3. الرخصة الدولية لقيادة الحاسوب.

## الوظيفة الحالية
يعمل مديرا لإدارة المراجعة في السكرتارية والأرشيف الإلكتروني في مكتب وزير المالية.

## العضويات
- عضو اتحاد الأدباء والكتاب اليمنيين.
- عضو رابطة الأدب الإسلامي العالمية.
- رئيس الهيئة الاستشارية لجمعية الشعراء الشعبيين اليمنين.
- عضو في مؤسسة الإبداع للثقافة والفنون.
- عضو مؤسس لمنتدى مجاز الأدبي الثقافي.
- عضو مجلس الأمناء لبيت الشعر اليمني.

## نبذه عن أعماله الفنية والأدبية
له أكثر من ثلاثين أغنية مغناة للأطفال من إنتاج الفضائية اليمنية أغلبها كتبت لمسابقة رمضان برنامج (سر الكنز)و له العديد من الأغاني الوطنية المغناة وكذلك العديد من الإعلانات التجارية المغناة أشهرها (رمضان روحي روحي) شركة يمن موبايل.
كما له العديد من الأناشيد الدينية لمجموعة من المنشدين اليمنين أشهرها أبريت (فاتحا للحب بابي) للمنشدين العزي المسوري وخالد الضبيبي.
وشارك في كتابة كلمات أوبرت تريم عاصمة للثقافة الإسلامية.
وقام بجمع الأعمال الكاملة للشاعر اليمني الكبير/محمود حسن الجباري رحمه الله.وأعد كتاب مرافئ النور (مختارات من الشعر النبوي لمجموعة من الشعراء اليمنين.

## إصدارته
| اسم الكتاب                             | جهة الإصدار                                                           | صورة الغلاف |
| -------------------------------------- | --------------------------------------------------------------------- | ----------- |
| . نسمات من ريمة، كتاب حول الأدب الشعبي | صنعاء عاصمة للثقافة العربية 2004م.                                    |             |
| . احتضار الغروب، ديوان شعر             | مركز عبادي للطباعة والنشر 2005 م                                      |             |
| . شهوة الكبريت، ديوان شعر              | مركز عبادي للطباعة والنشر 2006 م                                      |             |
| . تراب الظل، ديوان شعر                 | حاصل على جائزة رئيس الجمهورية وزارة الشباب والرياضة 2006 م            |             |
| . مقامات الروح ، ديوان شعر             | الطبعة الأولى 2009م القدس عاصمة للثقافة العربية، الطبعة الثانية2010م. |             |
| . من مذكرات أنثى الريح، ديوان شعر      | دار عبادي للدراسات والنشر 2014م.                                      |             |
| . سيف من لهب، ديوان شعر                | دار عبادي للدراسات والنشر 2014م.                                      |             |

## أنشطة ومشاركات
- ملتقى الشعراء الشباب الأول 2004، والثاني2006م، صنعاء.
- الأسبوع الثقافي اليمني،مسقط 2006 م.
- الأسبوع الثقافي اليمني، الرياض 2008 م.
- مسابقة الشعراء الشباب العرب، طرابلس 2006 م.
- مسابقة قصيدة التحدي، قناة فواصل 2007 م.
- مسابقة صدى القوافي، قناة اليمن الفضائية 2008 م.
- ملتقى المبدعين الشباب الفائزين بجائزة رئيس الجمهورية 2007/2008 م.
- مهرجان المحبة أبوظبي 2008 م.
- عُكاظية الشعر العربي – الجزائر 2009 م.
- مهرجان الشعر الشعبي 2009، وزارة الثقافة.
- نسق لملتقى الشعر النبوي الأول في عدن 2009 م.
- شارك في مهرجان فك الحصار (القدس)2012 م.

والعديد من المهرجانات الداخلية.

## مقتطف من قصائده
| أحمد المعرسي | عيناكِ سنبلتانِ من حلوى يا كلَّ ما أخشى وما أهوى عيناكِ عصفورانِ من لهبٍ يتراشفانِ المنَّ والسلوى يا لذةً كم عشتُ أجمعُها وعياً ولكن دونما جدوى أنا مؤمنٌ أني قتيلُ هوىً وبأنّ صدرَك جنةُ المأوى يا من أناديها فتنكرُني أنا آدمُ الأسماءِ يا حوَّا ذنبي بأنّي في الهوى جَمَلٌ وبأنّ وصلَكِ ناقةٌ قُصوى لكنكِ الذنبُ الجميلُ ولن أنساكِ يومَ صحائفي تُطوى أنا عاشقٌ ظامٍ ولو شربت روحي بحارَ الكونِ لن تَروى يا من أنادي طيفَ دهشتِها فتخونني الألفاظُ والشكوى عودي إلى دنياي أغنيةً دمعاً, حنيناً, غربةً, صفوا عودي إلى دنياي جاحدةً فالصدُّ في عينيكِ يُـستهوى عودي... أعيدي العمرَ ثانيةً فنوارسُ الذكرى بلا مَثوى يا دهشةً ما ذقتُ سكرتَها إلا كرهتُ الشهدَ و(العجوى) هذي كؤوسُ القلبِ فارغةٌ ومدامعي لا تعرفُ الصَحوا عودي ولو أطلالَ أمنيةٍ لا تجعلي دينَ المنى لَهوا يا وردةً للبعدِ باسمةً في مهجةٍ تلقى الأسى نشوى لو أنزلَ الرحمنُ ما كتبتْ روحي لكم في شاهقٍ دوَّى مرّي على قلبٍ غدا جدثاً ولْتملئي أطلالَه شَجوا إني إلى عينيكِ مرتحلٌ زادي جراحُ القلبِ والنجوى خلَّفتُ جندَ الشوقِ غارقةً وأتيتُ أحملُ بحرنَا رهوا مُستعذِباً جمرَ الحنينِ وكم أمسيتُ في نيرانِها أُشوى يا ذنبيَ الأشهى بسطتُ يدي وأنا بآهاتِ المنى أُكوى لا تنحري معناي ثانيةً فأنا قتيلٌ يرتجي العفوا ذنبي بأني عاشقٌ كلفٌ بفراشةٍ سبحانَ من سوى وبأنَّني أخفيكِ أمنيةً أشهى من الوجدِ الذي يُروى وبأنَّكم ذنبٌ أحنُّ له وألذُّ ما في العشقِ ما أغوى | أحمد المعرسي |